# Hararit
Hararit (en hebreo: הֲרָרִית) es un asentamiento comunitario ubicado en Galilea occidental en Eretz Israel. Hararit forma parte del Concejo Regional Misgav y está situado en la región de Galilea.

## Historia
Hararit fue establecido en 1982 como parte de un proyecto patrocinado por el gobierno laborista de Israel. Hararit formaba parte de un plan para traer a más residentes judíos a Galilea. El pueblo fue habitado por 60 familias judías que se dedicaron a los principios de la meditación trascendental. En 2008, había 95 familias viviendo en Hararit. Los arqueólogos han descubierto tres grandes cisternas de agua antiguas y restos de terrazas agrícolas en la proximidad de Hararit.

## Economía
La economía del asentamiento está basada principalmente en el turismo, algunos de los residentes administran establecimientos que ofrecen servicio de alojamiento y desayuno. "More Netofa" es una empresa que vende aceite de oliva, miel de abejas y hierbas aromáticas, y tiene su sede en Hararit.